# (8793) Thomasmuller
(8793) Thomasmuller es un asteroide perteneciente al cinturón de asteroides, descubierto el 22 de agosto de 1979 por Claes-Ingvar Lagerkvist desde el Observatorio de La Silla, Chile.

## Designación y nombre
Designado provisionalmente como 1979 QX. Fue nombrado en honor a Thomas G. Müller por su contribución al estudio de los planetas menores en el infrarrojo térmico. Su trabajo de observación incluye fotometría, espectroscopía y polarimetría en el infrarrojo medio y lejano con el Observatorio Espacial Infrarrojo. Ha desarrollado y aplicado varios modelos y técnicas termofísicas para derivar propiedades físicas de planetas menores. Debido a la gran precisión que logró, los proyectos futuros de telescopios en el infrarrojo también se beneficiarán de estos esfuerzos, ya que los planetas menores son muy adecuados como objetivos de calibración.

## Características orbitales
Thomasmuller está situado a una distancia media del Sol de 2,533 ua, pudiendo alejarse hasta 2,903 ua y acercarse hasta 2,163 ua. Su excentricidad es 0,146 y la inclinación orbital 2,379 grados. Emplea 1472,56 días en completar una órbita alrededor del Sol.

## Características físicas
La magnitud absoluta de Thomasmuller es 13,89. Tiene 5,145 km de diámetro y su albedo se estima en 0,221.